# Sydney Showground Stadium
Das Sydney Showground Stadium ist ein Stadion im Olympic Park der australischen Metropole Sydney, Hauptstadt des Bundesstaates New South Wales. Seit März 2019 trägt die Spielstätte bei Spielen der Greater Western Sydney Giants aus der Australian Football League den Namen GIANTS Stadium. Die GWS Giants haben einen Sponsoringvertrag abgeschlossen. Zu Cricketspielen bleibt es bei der Bezeichnung Sydney Showground Stadium. Das Oval bietet 24.000 Plätze. Zu Konzerten sind es mit dem Innenraum bis zu 45.000 Plätze. Es wurde auch für die Olympischen Spiele 2000 genutzt, bei denen dort Spiele im Baseball und die Reit- und Laufwettwettkämpfe im modernen Fünfkampf ausgetragen wurden.